# 2014년 미국 하원의원 선거
2014년 미국 하원의원 선거는 2014년 11월 4일에 치러진 미국의 하원 의원선거이다. 버락 오바마 대통령의 중간 평가 성격을 띄며 2014년 미국 상원의원 선거와 동시 실시되었다.